# یاد، بلندی‌های جولان
یاد (به لاتین: Eliad) یک منطقهٔ مسکونی در شهرک یهودی‌نشین و موشاو است که در جنوب بلندی‌های جولان واقع شده‌است.